# بلاد الورد
بلاد الورد في سبخة أريانة برواد (أي الضاحية الشمالية للعاصمة) على مساحة 5000 هكتارا منها 2600 هكتارا مائية وبلاد الورد هو الاسم القديم لمدينة أريانة. وستنجز هذا المشروع مجموعة المعبر الإماراتية باستثمار قدره 10 مليارات دولار، ويعد الأكبر من نوعه لهذه المجموعة في أفريقيا. وستكون مدينة عصرية تحتوي على اقامات سكنية ومراكز سياحية وترفيهية وتجارية ورياضية مع تهيئة 50 كم من الشواطئ داخل المدينة على شاكلة مدينة فينيسيا الإيطالية. وينجز اقسط الأول من المشروع واسمه «ديار الفل» في 5 سنوات على 300 هكتارا منها 110 هكتارات مائية بكلفة 2,83 مليار دولار.

## مواضيع ذات علاقة
- مشاريع كبرى في تونس

## وصلات خارجية
- بلاد الورد، المدينة الحلم في أريانة
- المشاريع الكبرى التي سترى النور في تونس
- المشاريع الكبرى التي سترى النور في تونس (2)